# Грандберг, Игорь Иоганнович
Игорь Иоганнович Грандберг (1930—2011) — советский и российских учёный-химик, доктор химических наук, профессор; открыл реакцию синтеза триптаминов и их производных (реакция Грандберга).
Автор многих научных трудов, включая монографии и учебники, а также ряда изобретений.

## Биография

### Семья и образование
Родился 19 февраля 1930 года в Москве в семье Иоганна Фридриховича Грандберга и его жены — Брониславы Александровны Шварц. В 1939 году в семье родилась дочь Кира. Во время Великой Отечественной войны семья находилась в эвакуации в Оренбургской области. В Москву вернулись в 1943 году.
Окончив в 1948 году среднюю школу, в этом же году Игорь Грандберг поступил учиться на химический факультет Московского государственного университета, который окончил с красным дипломом в 1953 году. В 1952 году женился на студентке философского факультета МГУ — Трейнис Зое Анатольевне и в 1953 году у них родился сын Алексей. Супруги развелись в 1970 году, умерла Зоя Анатольевна в 2013 году. В этом же году И. И. Грандберг женился на Шульженко Любови Степановне. В 1971 году у них родился сын Святослав, а в 1977 году дочь Илона.
В 1956 году И. И. Грандберг защитил кандидатскую диссертацию на тему «Некоторые реакции азинов», а в 1962 году — докторскую диссертацию на тему «Исследования пиразолов».

### Деятельность
В 1965 году возглавил кафедру органической химии Московского сельскохозяйственного института имени К. А. Тимирязева (ныне Московская сельскохозяйственная академия имени К. А. Тимирязева), которой руководил по 1995 год. Под его руководством было защищено более 40 кандидатских диссертаций и 5 докторских диссертаций.
Занимаясь общественной деятельностью, Грандберг входил в состав редколлегий журналов «Известия ТСХА», «Журнал органической химии», а также издательства «Мир». Он был председателем специализированного совета по защите кандидатских диссертаций, членом учёного совета, членом экспертной комиссии ВАК в МСХА имени К. А. Тимирязева, а также членом государственной экзаменационной комиссии на химическом факультете МГУ имени М. В. Ломоносова.
В 1995 году И. И. Грандбергу было присвоено звание «Заслуженный деятель науки Российской Федерации». В 2006 году он был награждён медалью имени профессора А. Н. Коста за выдающиеся достижения в области химии азотсодержащих гетероциклов.
Умер 24 января 2011 года в Москве.